# 파스타 (드라마)
《파스타》는 MBC에서 2010년 1월 4일부터 2010년 3월 9일까지 매주 월 · 화요일 밤 9시 55분에 방영된 20부작 드라마이다.
이탈리안 레스토랑을 배경으로 일류 요리사를 꿈꾸는 여자 서유경(공효진)이 주방보조 요리사에서 요리사로 성장하는 내용을 담았다. 또한 서유경과 최고 주방장인 최현욱(이선균)과의 사랑 이야기도 주 내용이다.

## 등장 인물

### 주요 인물
- 공효진: 서유경 역

이탈리안풍 레스토랑 라스페라에서 막내 요리사로 근무하고 있으며, 막내라는 특성 때문에 항상 뒷처리와 잡일을 도맡아하고 있다가 나중에 No.9으로 격상되었으나 신임 셰프(주방장) 현욱에게 퇴출명령을 받기도 하는 등 위기를 맞기도 했다. 처음에는 다른 동료 여자 요리사들과도 함께 일하였으나 현욱에 의해 모두 퇴출되면서 홍일점 요리사로 현욱의 밑에서 일하게 되었다. 후에 최현욱의 연인이 된다.
- 이선균: 최현욱 역

이탈리아 교포로 한국에 온 후 횡단보도에서 유경을 처음 만나게 되지만, 사실은 유경이 근무하는 라스페라의 신임 셰프였다. 처음에는 부드러운 성격으로 보이나 셰프로 있을 때는 고함을 지르며 군기잡듯 동료 요리사들을 거칠게 다루는 면이 있으며, 여자 요리사들을 모두 퇴출시키는 등 과감한 행동을 보이기도 했다. 이탈리아 시절 경험이 짙어서 이탈리안풍을 선호하는 편이며 요리에 있어서도 까다롭고 철저한 면이 있다. 후에 서유경의 연인이 된다.
- 이하늬: 오세영 역

한때 현욱과 연인 관계이기도 했으나 나중에 현욱을 시험에서 망치게 하면서 둘 사이가 틀어진다. 한국에 온 후 방송출연 등의 활동을 하고 김산과 함께하는 시간을 갖기도 한다.
- 알렉스: 김산 역

라스페라 근처 오피스텔에 사는 인물로, 항상 식사 때가 되면 라스페라로 왕래하는 단골고객이기도 하다. 유경과는 지인관계인듯 항상 라스페라에 오면 유경을 놀리거나 약올리곤 한다. 사실은 라스페라의 사장(대표)이다.

### 라스페라 쉐프
국내파
- 이형철: 금석호 역 - 넘버 2. 부주방장

한때 주방보조를 서기도 했으나 고난 끝에 부주방장에 오르게 되었지만 신임 셰프인 현욱이 들어오게 되면서 그의 이탈리안풍 노선에 맞서 국내풍 노선을 자임, 그와 심리적인 맞불을 놓게 된다.
- 조상기: 정호남 역 - 넘버 5. 구이담당

때와 장소 가리지 않고 일단 내지르고 보는 다혈질이다.
- 백봉기: 민승재 역 - 넘버 7. 전체담당

생긴 건 험악하지만 나름 눈치가 있어 현욱쪽 정보를 입수해 '두뇌전'을 해야 한다고 주장한다.
- 승재: 한상식 역 - 넘버 8. 냉요리 담당

현욱이 소리지르면 제일 먼저 쫄아든다. 지지배처럼 요리할 때 만큼은 섬세하다. 여기 붙었다 저기 붙었다 하는 박쥐스타일이다.
이태리파
- 최진혁: 선우덕 역 - 넘버 3. 파스타 담당이자 메인

잘 생긴 외모만큼이나 세련되고 쫀득한 파스타를 뽑을 줄 안다.
- 노민우: 필립 역 - 넘버 4. 파스타 담당

말이 없어서 신비감 최고이며, 여자들은 그의 외모를 한번 보기만 하면 눈이 반짝인다. 기타도 잘 치고, 손가락도 길다.
- 현우: 이지훈 역 - 넘버 6. 파스타&리조또 담당

이태리파에서 그나마 말수가 가장 많은 편이며, 국내파의 이유 없는 질시와 사사건건 싸우자는 태도에 대해 욱하며 맞붙는다.
- 최재환: 정은수 역 - 넘버 10. 주방보조

하루아침에 주방보조였다가 넘버 9이었다가 다시 주방보조 신세가 되는 애환의 어리버리 막내이다.
퇴출파(해직 여 요리사)
- 하재숙: 이희주 역

라스페라 부주방장이었지만 현욱이 신임셰프로 들어오게 되자 그로부터 퇴출명령을 받아 라스페라에서 퇴출되었다. 처음에는 현욱을 마음에 들어했으나 오히려 자신을 퇴출시킨 현욱을 증오한다.
- 정다혜: 박미희 역

정호남의 애인. 남자에게 헌신하는 스타일로, 정호남의 바람 끼에 눈물 마를 날이 없다. 요리사보다는 현모양처가 꿈이다.
- 손성윤: 박찬희 역

미희의 동생. 다소곳하고 여성스런 미희와 달리 할말 꼭 하고 대들 때 대드는 앙칼진 스타일.

### 주변 인물
- 이성민: 설준석 역

라스페라 대표(바지사장)이자 총지배인. 호텔에서 호텔리어로 일한 경험이 있지만 대표임에도 불구하고 신임쉐프 현욱에 의해 주방일에는 일체 손대지도 못하는 입장이 돼버린다. 후에 비리로 사장자리에서 짤리고 라스페라의 홀 막내로 일한다.
- 장용: 서종구 역

유경의 아버지. 아직도 변두리에서 짬뽕이 단일메뉴인 짬뽕집을 한다. 일생 외골수로 살았고 자식 사랑을 표현 못하는 무뚝뚝한 아버지이다.
- 변정수: 김강 역

김산의 누나, 부잣집 이혼녀.
- 윤용현: 광태 역

식당에 식자재를 공급하는 가락시장 '형제상회'의 주인.
- 최민성: 네모 역

홀 써빙하는, 서유경의 단짝. 잘 생겨서 네모 때문에 찾아오는 여자손님들도 꽤 있다. 나이는 어려도 외로운 서유경을 챙겨준다.
- 김동희: 서유식 역

유경의 남동생이자 대학생. 의과대학에 재학 중(유경은 고졸 출신)이며 누나인 유경을 때로는 무시하기도 하지만 때로는 든든한 존재로 여기기도 한다.

### 그 외 인물
- 웨인 리처드: 또띠 쉐프 역
- 나윤영
- 한유주
- 김다은
- 이아영
- 조희
- 이지연
- 이슬이
- 윤서영
- 김규환
- 심정훈
- 유채목: 마트 캐셔 역
- 정은채: 라페스타 홀 서빙 직원 역
- 이하린
- 전성애
- 이중열
- 구본석: 부동산중개업자 역
- 박지연
- 최윤정
- 김수련
- 정경미
- 손선근: 피클을 달라고 요구하는 손님 역
- 최인숙: 피클을 달라고 요구하는 손님 역
- 박정아
- 최성웅: 해산물시장의 상인 역
- 이성호: 푸아그라 메뉴를 요구하는 손님 역
- 이종구: 푸아그라 메뉴를 요구하는 손님 역
- 최효상: 오이 파는 남자 역
- 최민금: 오이 파는 여자 역
- 이상훈
- 박통일: 쥐치 파는 상인 역
- 박종원
- 고진명: 쥐치 파는 상인 역
- 지선근: 후포항의 사랑방에서 화투치는 남자 역
- 김재흠: 유경에게 쥐치잡이 배시간을 알려주는 남자 역
- 김선녀: 여관 주인 역
- 기연호: 자선디너 행사에서 설준석을 아는 남자 역
- 변지원
- 정한헌: 설사장을 잘 아는 라스페라 손님 역
- 정명준: 의사 역
- 문수종
- 김홍수: 서종구와 친한 남자 역
- 오용: 금석호에게 스카웃 제의를 한 남자 역
- 양주호: 주방보조 알바생 역
- 송영재: 부동산중개업자 역
- 정동환: 현욱과 세영의 스승 역
- 한동환: 윤 기자 역
- 이선영
- 김민진: 뉴셰프 요리경연대회 스탭 역
- 단강호: 뉴셰프 요리경연대회 스탭 역
- 이정훈: 뉴셰프 요리경연대회 사회자 역

### 우정출연
- 송옥숙: 유경의 어머니 역
- 황영희: 맛평가단 기자 역
- 김소정: 맛평가단 기자 역
- 류승범: 트러플 탈리아텔레 메뉴를 주문한 손님 역

### 특별출연
- 샘 킴: 라스페라 손님 역

## 수상 경력
- 2010년 MBC 연기대상 여자 최우수상 베스트 커플상 공효진
- 2010년 MBC 연기대상 버럭상 베스트 커플상 이선균
- 2010년 CETV 6주년기념 아시아 10대스타상 이선균 공효진

## 시청률
아래는 시청률로, 빨간색 수치는 최고 시청률, 파란색 수치는 최저 시청률을 나타낸다.
| 2010년      | 2010년      | 2010년         | 2010년       | 2010년         | 2010년       |
| 회차        | 방송일      | TNmS 시청률    | TNmS 시청률  | AGB 시청률     | AGB 시청률   |
| 회차        | 방송일      | 대한민국(전국) | 서울(수도권) | 대한민국(전국) | 서울(수도권) |
| ----------- | ----------- | -------------- | ------------ | -------------- | ------------ |
| 제1회       | 1월 4일     | 12.2%          | 13.4%        | 13.3%          | 14.8%        |
| 제2회       | 1월 5일     | 11.9%          | 12.9%        | 15.1%          | 17.8%        |
| 제3회       | 1월 11일    | 11.9%          | 13.2%        | 12.8%          | 15.1%        |
| 제4회       | 1월 12일    | 12.7%          | 14.5%        | 13.5%          | 16.4%        |
| 제5회       | 1월 18일    | 10.9%          | 12.2%        | 12.9%          | 15.3%        |
| 제6회       | 1월 19일    | 13.5%          | 15.4%        | 14.0%          | 17.2%        |
| 제7회       | 1월 25일    | 13.0%          | 15.0%        | 14.4%          | 16.5%        |
| 제8회       | 1월 26일    | 14.9%          | 17.0%        | 15.0%          | 17.5%        |
| 제9회       | 2월 1일     | 14.3%          | 16.4%        | 15.0%          | 17.3%        |
| 제10회      | 2월 2일     | 15.7%          | 18.2%        | 17.2%          | 19.7%        |
| 제11회      | 2월 8일     | 15.3%          | 17.3%        | 16.1%          | 18.3%        |
| 제12회      | 2월 9일     | 16.2%          | 17.9%        | 17.0%          | 18.7%        |
| 제13회      | 2월 15일    | 14.7%          | 15.8%        | 15.8%          | 18.2%        |
| 제14회      | 2월 16일    | 16.3%          | 18.3%        | 18.1%          | 21.0%        |
| 제15회      | 2월 22일    | 14.7%          | 16.0%        | 15.6%          | 17.3%        |
| 제16회      | 2월 23일    | 16.3%          | 18.3%        | 17.9%          | 20.5%        |
| 제17회      | 3월 1일     | 19.7%          | 21.6%        | 20.5%          | 22.5%        |
| 제18회      | 3월 2일     | 19.0%          | 20.5%        | 20.1%          | 22.3%        |
| 제19회      | 3월 8일     | 19.9%          | 22.3%        | 19.5%          | 21.8%        |
| 제20회      | 3월 9일     | 21.5%          | 24.2%        | 21.2%          | 24.0%        |
| 평균 시청률 | 평균 시청률 | 15.2%          | 17.0%        | 16.3%          | 18.6%        |

## 연장
- 2010년 2월 10일: 파스타 방영 분량이 16부작에서 4회 연장되어 20부작으로 변경 및 확정되었다.
- 원래는 16부작으로 기획되었으나, 4회 연장된 20부작으로 변경되었다.

## 동시간대 드라마
- SBS 월화 드라마
  - 《제중원》(2010년 1월 4일~2010년 5월 4일)

- KBS 2TV 월화 드라마
  - 《공부의 신》(2010년 1월 4일~2010년 2월 23일)
  - 《부자의 탄생》(2010년 3월 1일~2010년 5월 4일)